# Hammer Smashed Face EP
 (juin 2021).
Albums de Cannibal Corpse
Tomb of the Mutilated
(1992) The Bleeding
(1994)
Hammer Smashed Face est un EP de Cannibal Corpse. Les trois premières pistes sont issues des précédents albums du groupe et les deux dernières sont des reprises.
Hammer Smashed Face est aussi le nom de l'une des plus célèbres chansons du groupe. Elle raconte l'histoire d'un individu se faisant défigurer (et massacrer) par un tueur au marteau.

## Composition de l'époque
- Chris Barnes - Chant
- Alex Webster - Basse
- Rob Rusay - Guitare
- Jack Owen - Guitare
- Paul Mazurkiewicz - Batterie

## Liste des titres
1. Hammer Smashed Face
2. Meat Hook Sodomy
3. Shredded Humans
4. The Exorcist (écrite par Tarrao du groupe Possessed)
5. Zero the Hero (écrite par Black Sabbath)